# Canthon sordidus
Canthon sordidus är en skalbaggsart som beskrevs av Edgar von Harold 1868. Canthon sordidus ingår i släktet Canthon och familjen bladhorningar. Inga underarter finns listade.